# Most Dangerous Man Alive
Most Dangerous Man Alive is een Amerikaanse sciencefictionfilm uit 1961 onder regie van Allan Dwan. In Nederland en Vlaanderen werd de film destijds uitgebracht onder de titel De gevaarlijkste man ter wereld.

## Verhaal
De bendeleider Eddie Candell wordt beticht van moord door een jaloers bendelid. Op weg naar de dodencel weet hij te ontkomen. Tijdens zijn ontsnapping door de woestijn komt hij terecht in een zone, waar een kernwapen wordt getest.

## Rolverdeling
| Acteur         | Personage        |
| -------------- | ---------------- |
| Ron Randell    | Eddie Candell    |
| Debra Paget    | Linda Marlow     |
| Elaine Stewart | Carlo Angelo     |
| Anthony Caruso | Andy Damon       |
| Gregg Palmer   | Luitenant Fisher |
| Morris Ankrum  | Kapitein Davis   |
| Tudor Owen     | Dr. Meeker       |
| Steve Mitchell | Devola           |
| Joel Donte     | Franscotti       |